# Органи державної безпеки в Українській РСР
Органи державної безпеки в УРСР — частина правоохоронної системи республіки; державні органи, діяльність яких була спрямована на припинення і розкриття злочинів проти існуючого державного ладу, безпеки республіки. До їх компетенції входили функції розвідувально-інформаційного характеру, охорони вищих державних органів і особливо важливих об'єктів, забезпечення урядового зв'язку, охорони державних кордонів, боротьби з бандитизмом, державною зрадою, шпигунством, диверсіями, заколотами, інакомисленням, економічними злочинами. Радянські органи держбезпеки були тісно пов'язані з правлячою більшовицькою партією, фактично являли собою її бойовий і каральний загін.

## Історія
7 (20) грудня 1917 р. постановою РНК РРФСР була утворена Всеросійська надзвичайна комісія при РНК по боротьбі з контрреволюцією і саботажем (ВНК, рос. ВЧК) на чолі з Ф. Е. Дзержинським. З серпня 1918 року ВНК іменувалася Всеросійською надзвичайною комісією при РНК по боротьбі з контрреволюцією, спекуляцією і злочинами за посадою. Були створені обласні (губернські) надзвичайні комісії, особливі відділи по боротьбі з контрреволюцією і шпигунством в Червоній Армії, залізничні відділи НК і т. д. Одночасно перед новою структурою постали також завдання безкомпромісної боротьби з національними рухами (які вважалися контрреволюційними) з метою встановлення більшовицької влади на всій території колишньої Російської імперії.
Центральна Рада у січні 1918 р. проголосила незалежність Української Народної Республіки (УНР). На цей час вже місяць тривали наступальні дії більшовицьких загонів на Україну, спалахували більшовицькі повстання у великих містах. 12 (25) грудня 1917 р. російськими більшовиками (РСДРП(б)) разом із російськими соціалістами-революціонерами, у щойно захопленому Харкові був організований Перший Всеукраїнський з'їзд Рад, на якому обраний Народний секретаріат, оголошений «радянським урядом України» і таким чином на території України на противагу УНР було штучно створено другу українську «державу» — Українську Народну Республіку Рад. Однак, після Брест-Литовського мирного договору територію України протягом лютого-квітня 1918 р. за допомогою німецьких і австрійських військ було очищено від більшовицької влади, а в Києві проголошено створення Української Держави на чолі з гетьманом І.Скоропадським. У листопаді 1918 р. держави Троїстого союзу зазнали поразки у Першій світовій війні і німецькі війська було евакуйовано з України. Скориставшись цим, 17 листопада 1918 у Москві було створено Тимчасовий Робітничо-Селянський Уряд України, який за допомогою частин Червоної армії на чолі з В. Антоновим-Овсієнко, Й. Сталіном і В. Затонським, без оголошення війни, у грудні 1918 почав з Курська наступ на Україну, створюючи на захопленій території більшовицькі органи влади, у тому числі і силові структури.

### Всеукраїнська надзвичайна комісія(1918—1922)
3 грудня 1918 року було створено Всеукраїнську надзвичайну комісію (ВУНК), основною метою якої була боротьба з політичними противниками революції, в тому числі методом «червоного» терору, а також виявлення та ліквідація іноземних агентів. Взагалі сфера діяльності НК була надзвичайно широка: від придушення антибільшовицьких збройних повстань, розкриття змов іноземних розвідок до забезпечення роботи транспорту, боротьби з безпритульністю та епідеміями тифу. «Кістяк» склали «чекісти» Курської губернської НК.
Розташувалась ВУНК у першій столиці «Радянської» України — м. Харкові по вул. Сумській, 82.
30 травня 1919 р. ВУЦВК затвердив Положення про Всеукраїнську та місцеві надзвичайні комісії. ВУНК відповідно до цього Положення була відділом наркомату внутрішніх справ (НКВС). У процесі формування центрального апарату у складі ВУНК було створено юридичний відділ, який здійснював розслідування та підготовлював справи до передачі в ревтрибунал. У березні 1919 р. був утворений відділ іноземного контролю для боротьби з діяльністю агентів іноземних держав. Одним із найважливіших вважався оперативний відділ ВУНК. До його завдань входило попередження, припинення та розкриття злочинів перш за все політичних противників. Положення від 30 травня 1919 р. регулювало також організацію місцевих органів НК, які створювалися при губернських та повітових виконкомах Рад. Голова та члени місцевої НК обиралися і відкликалися виконкомом; голова місцевої НК затверджувався ВУНК. Центральні органи НК мали право надсилати своїх представників до нижчих органів НК з правом вирішального голосу.
З червня 1919 р. в центральний апарат ВУНК було внесено зміни. Відтепер він складався з Колегії, її президії, загальної канцелярії, інструкторського, транспортного, особливого (військова контррозвідка), місцевого відділів. Таємний відділ було розширено й поділено на окремі підрозділи, він почав виконувати й функції іноземного. Були також створені регіональні органи.
Наприкінці грудня 1919 р. при Всеукрревкомі було створено Управління надзвичайних комісій та особливих відділів республіки, перетворене 17 березня 1920 р. у Центральне управління надзвичайних комісій для боротьби з контрреволюцією, спекуляцією та злочинами за посадою (Цупнадком). У процесі його організації було враховано досвід 1919 р. і проведено велику централізацію. За всю роботу НК відповідав начальник Цупнадкому, який підпорядковувався Раднаркому УСРР. Структура центрального апарату НК в основному була тією ж самою, що і у 1919 р. Було створено новий відділ Цупнадкому для боротьби з контрреволюцією, саботажем та спекуляцією на транспорті. Місцевий апарат НК в Україні з 1920 р. складався з губернських відділів та районних транспортних НК. ВУНК були підпорядковані корпус військ ВУНК, війська внутрішньої охорони, частини особливого призначення (ЧОП).
Будівництво НК здійснювалося під безпосереднім керівництвом більшовицької партії. Це було вирішальною умовою роботи органів НК, гарантією виконання ними завдань утвердження пролетарської диктатури. ЦК РКП(б) неодноразово зазначав, що «НК створені, існують та працюють лише як прямі органи партії». У ВУНК у ті чи інші періоди працювали направлені ЦК партії більшовики Дзержинський, Лацис, Манцев. Взагалі діяльність Всеукраїнської НК значною мірою спрямовували керівні органи Всеросійської НК.
Важливе значення для організації діяльності НК мало «Звернення ЦК РКП(б) до комуністів-робітників всіх надзвичайних комісій» від 8 лютого 1919 p., де підтверджувалась думка про партійність органів НК. Звернення ЦК РКП(б) було покладено в основу діяльності ВУНК, яка постійно зміцнювала організаційні зв'язки з партійними органами. Йшов процес перетворення НК в своєрідну партійну структуру. Апарат НК до кінця 1920 р. уже налічував у своєму складі майже 40 % комуністів — на той час це досить велика цифра.
У діяльності НК мали місце грубі порушення законності. Здійснюючи не тільки оперативну роботу, слідство, а й позасудові репресії, органи НК нерідко проводили жорстку лінію на ліквідацію ідеологічних противників. Здійснювався «червоний терор». ВУНК проводила арешти та інтернування деяких категорій населення за класовою ознакою. Існував також інститут заложників.
Позаяк тогочасна Україна переживала гострий дефіцит кадрів, у ВУНК нерідко потрапляли працівники з досить сумнівною репутацією. Згідно з архівним даними, члени Всеукраїнської надзвичайної комісії нерідко, окрім оперативної та слідчої роботи, чинили самосуд. В окремих регіонах при ВУНК функціонували в'язниці і навіть власні концентраційні табори, в яких здійснювалися масові розстріли ймовірних контрреволюціонерів та політичних в'язнів. За свідченнями очевидців, арешти підозрюваних нерідко здійснювалися без будь-яких документів, приводом для затримання могла стати анонімна скарга або усне донесення.
Підрозділи ВУНК внесли вагомий вклад у справу перемоги більшовиків на території України під час Громадянської війни.
1921 р. Всеукраїнська надзвичайна комісія у справах боротьби з контрреволюцією, спекуляцією, саботажем і посадовими злочинами була реорганізована в Центральне управління надзвичайних комісій для боротьби з контрреволюцією, спекуляцією та службовими злочинами. Основною задачею було визначено «політичну охорону Республіки від замахів вітчизняної та закордонної контрреволюції».

### Державне політичне управління при НКВС УСРР (1922—1924)
1922 року, напередодні Генуезької конференції, органи ВНК зазнали значної реорганізації і скорочення.
22 березня 1922 року, Всеукраїнський Центральний Виконавчий Комітет, на основі рішення 9-го Всеросійського з'їзду Рад, видав декрет про скасування Всеукраїнської надзвичайної Комісії та її органів на місцях і організації при НКВС Державного Політичного Управління.
У завдання органів Держполітуправління входили:
- Попередження і придушення відкритих контрреволюційних виступів, як економічних, так і політичних.
- Боротьба з усякого роду бандитизмом і збройними повстаннями.
- Розкриття контрреволюційних організацій та осіб, діяльність яких спрямована до підриву господарського життя Республіки.
- Охорона державних таємниць і боротьба зі шпигунством у всіх видах його прояви
- Охорона залізничних і водних шляхів сполучення, боротьба з розкраданням вантажів та злочинами, направленими до руйнування транспорту або зниження його провозоздатності.
- Політична охорона кордонів Республіки, боротьба з економічною і політичною контрабандою та незаконним переходом кордонів.
- Виконання спеціальних завдань верховних органів влади з охорони революційного порядку.

Для виконання покладених завдань ГПУ і його місцевим органам надавалось право: проведення обшуків, арештів і виїмок по злочинам, які входять до сфери їх компетенції, причому не пізніше двох тижнів з дня арешту затриманому має бути пред'явлено звинувачення і не пізніше двох місяців заарештований звільняється ; в разі потреби подальшої ізоляції, ГПУ просить на те дозвіл у президії ВУЦВК.
Державне Політичне Управління (ДПУ) УСРР являло собою строго централізовану установу з правами діючих частин Червоної армії. Відповідальним керівником роботи ДПУ — його головою був народний комісар внутрішніх справ, одночасно який був повноважним представником ДПУ РРФСР по Україні та Криму.
При голові ДПУ діяла колегія для загального спрямування роботи та вирішення питань організаційного характеру. Центральний апарат ДПУ ділився на частини: адміністративно-організаційну, секретно-оперативну і транспортний відділ
Місцевими органами ДПУ були губвідділи при губвиконкому (зі штатом 100—150 осіб), Транспортні відділи на залізничних і водних шляхах сполучення, Особливі відділення при Губвідділах, корпусах і дивізіях.
З огляду на особливі умови політичної обстановки в окремих місцевостях, ВУЦВК дозволив залишити в Україні в районах, найбільш загрозливих по бандитизму і контрреволюції 15 «повітНК», які після реорганізації їх у повітвідділення губвідділів ДПУ зберегли за собою оперативні функції, право розробки і передачі справ за підсудністю ї загального відділення зі штатом у 43 особи.
У всіх інших повітах, з метою постановки планомірного освідомлення і розшуку, заснований інститут уповноважених губвідділів, робота яких ведеться головним чином у галузі інформації. Повітові уповноважені права арештів і обшуків були позбавлені і могли здійснювати такі лише з санкції Губвідділу.
Необхідність відмови від колишніх способів боротьби з контрреволюцією шляхом провадження масових операцій викликала перехід до більш витончених методів роботи.

### Об'єднане державне політичне управління (1924—1934)
Після утворення СРСР Президія ЦВК СРСР 15 листопада 1923 прийняла постанову про створення Об'єднаного державного політичного управління (ОДПУ) при РНК СРСР і затвердила «Положення про ОДПУ СРСР та його органах». До цього ДПУ союзних республік (там, де вони були створені) існували як самостійні структури, за наявності єдиної союзної виконавчої влади. Наркомати внутрішніх справ союзних республік звільнялися від функцій забезпечення державної безпеки.
9 травня 1924 Президія ЦВК Союзу РСР приймає постанову про розширення прав ОДПУ в цілях боротьби з бандитизмом, якою передбачалося підпорядкування в оперативному відношенні ОДПУ СРСР і його підрозділам на місцях органів міліції та карного розшуку.
Цією постановою, крім значного розширення повноважень органів ОДПУ в сфері позасудових репресій, підпорядковувалися ОДПУ і його місцевим органам в оперативному відношенні місцеві органи міліції та карного розшуку. Так почався процес злиття органів державної безпеки та органів внутрішніх справ.
13.08.1924 р. Постановою ВУЦВК та РНК УСРР затверджено положення про ДПУ УСРР — органи держбезпеки УСРР виведено зі складу НКВС і підпорядковано РНК УСРР.
15 грудня 1930 у зв'язку з ліквідацією наркоматів внутрішніх справ союзних і автономних республік. ЦВК і РНК СРСР прийняли постанову «Про керівництво органами ОДПУ діяльністю міліції та карного розшуку», на основі якого ОДПУ і його місцеві органи отримали право призначати, переміщати і звільняти працівників міліції та карного розшуку, а також використовувати в своїх цілях їх гласний склад і негласну агентурну мережу.

### Головне управління державної безпеки Народного комісаріату внутрішніх справ УСРР (1934—1943)
У липні 1934 було утворено загальносоюзний НКВС СРСР. Відповідно до союзного законодавства постановою ВУЦВК і РНК УСРР від 11.07.1934 утворено республіканський НКВС, підпорядкований НКВС СРСР. У НКВС увійшли і органи ДПУ: у складі наркомату було утворено Головне управління державної безпеки. Поряд з ГУДБ до складу НКВС входили головні управління робітничо-селянської міліції, прикордонної та внутрішньої охорони, пожежної охорони, виправно-трудових таборів та інші. Система місцевих органів НКВС будувалася централізовано: обласні, районні, міські управління (відділи) НКВС та відділи міліції підпорядковувалися тільки по вертикалі вищестоящому органу НКВС. Така лінійна підпорядкованість зберігалася до середини 50-х рр.
Відповідно до умов часу, а також у зв'язку із постановами ЦВК і Ради Народних Комісарів (РНК) СРСР від 7 жовтня та 26 листопада 1935 р. були встановлені спеціальні звання начальницького складу ГУДБ НКВС СРСР (діяли до 09.02.1943, коли були внесені зміни і звання співробітників держбезпеки наближені до армійських):
- сержант державної безпеки (відповідало званню лейтенанта в РСЧА)
- молодший лейтенант державної безпеки (відповідало званню старшого лейтенанта в РСЧА)
- лейтенант державної безпеки (відповідало званню капітана в РСЧА)
- старший лейтенант державної безпеки (відповідало званню майора в РСЧА)
- капітан державної безпеки (відповідало званню підполковника в РСЧА)
- майор державної безпеки (відповідало званню комбрига в РСЧА)
- старший майор державної безпеки (відповідало званню комдива в РСЧА)
- комісар державної безпеки 3-го рангу (відповідало званню комкора/генерал-лейтенанта в РСЧА)
- комісар державної безпеки 2-го рангу (відповідало званню командарма 2 рангу в РСЧА, або директора міліції в НКВС) — всього отримало 19 співробітників НКВС
- комісар державної безпеки 1-го рангу (відповідало званню командарма 1 рангу/генерала армії в РСЧА) — всього отримало 9 співробітників НКВС

(Народний комісар внутрішніх справ СРСР Г. Г. Ягода отримав звання «генеральний комісар державної безпеки», як і його наступники: у 1937 — М. І. Єжов, у 1941 — Л. П. Берія)
Працівники ж ГУПВО НКВС СРСР мали загальноармійські звання.
Наприкінці 1936 року було введено цифрове позначення відділів ГУДБ та відповідних їм відділів УДБ в республіканських, крайових та обласних НКВС. Відбулися і деякі організаційні зміни: із оперативного відділу було виділено відділ охорони, а на базі розформованого економічного відділу (ЕКВ) було утворено контррозвідувальний. Отже, у 1936—1938 рр. функціонували такі відділи ГУДБ НКВС СРСР:
- 1-й відділ — охорона керівників партії та уряду (на місцях — секретарів крайкомів, обкомів та інших відповідальних працівників).
- 2-й відділ — оперативний — стеження, арешти, обшуки.
- 3-й відділ — контррозвідувальний (КРВ).
- 4-й відділ — секретно-політичний (СПВ) — розробка опозиції, інакомислячих.
- 5-й відділ — особливий — займався справами військовослужбовців (ОВ).
- 6-й відділ — транспортний (ТРВ).
- 7-й відділ — іноземний (ІНВ) — розвідка (існував в республіканських і прикордонних НКВС).
- 8-й відділ — обліково-статистичний.
- 9-й відділ — спецвідділ — мобілізаційні плани, допуски на підприємства.
- 10-й відділ — тюремний (на місцях — ВМУ — відділ місць ув'язнення).
- 11-й відділ — водно-транспортний (утворений 11 липня 1937 р.)
- 12-й відділ — спецзв'язок (утворений 27 липня 1937 р)

Особливу увагу органам державної безпеки у ці часи приділяв Генеральний секретар ЦК ВКП(б) І. В. Сталін.
У 2-й пол. 30-х рр. союзні й республіканські органи НКВС стали інструментом репресій, яких зазнав і сам апарат НКВС. В Україні, зокрема, було розстріляно бл. 1 200 керівних співробітників ДПУ-НКВС, серед яких наркоми внутрішніх справ В. А. Балицький, І. М. Леплевський, О. І. Успенський, які самі були організаторами переслідувань в республіці.
1938 р. НКВС УРСР отримав колишню будівлю ЦК КП(б)У за адресою: м. Київ, вул. Володимирська, 33, де органи державної безпеки розташовуються і донині.
В ході підготовки до великої війни Указом Президії ВР УРСР від 12.03.1941 на підставі союзного законодавства НКВС УРСР було розділено на два наркомати — внутрішніх справ (НКВС) і державної безпеки (НКДБ). В умовах воєнного часу на початку серпня 1941 обидва відомства знову об'єднано в один наркомат — НКВС УРСР.
1941 у зв'язку з німецькою окупацією центральний апарат НКВС УРСР було передислоковано до Сталінградської обл., а згодом — до м. Енгельса Саратовської обл. У травні 1943 із системи НКВС УРСР знову виділено органи державної безпеки в самост. наркомат — НКДБ УРСР.

### Народний комісаріат державної безпеки УРСР (1941, 1943—1946)
Утворено згідно з указом Президії ВР УРСР «Про поділ народного комісаріату внутрішніх справ УРСР» від 12.III 1941, який текстуально відтворив указ Президії ВР СРСР від 3.II 1941. Наркомом було призначено П. Я. Мешика. 21.III 1941 ВР УРСР внесла відповідні зміни та доповнення до ст. 45 і 48 Конституції УРСР. НКДБ УРСР одержав статус союзно-республіканського наркомату. Структура та завдання НКДБ УРСР визначалися відповідно до структури та завдань НКДБ СРСР. Місцевими органами НКДБ УРСР були обласні управління НКДБ (УНКДБ). У районах розташування великих промислових підприємств оборонного або загальносоюзного значення, мали бути утворені районні відділення НКДБ. Передбачалася також організація оперативних відділень і пунктів НКДБ на великих залізничних станціях і оперативних відділень НКДБ у морських портах. З початком Великої Вітчизняної війни згідно з указом Президії ВР СРСР від 20.VII 1941 НКДБ СРСР і НКВС СРСР було об'єднано. Відповідно (на початку серпня 1941) НКДБ УРСР і НКВС УРСР теж були злиті в один комісаріат. Після звільнення більшої частини тер. СРСР від німецько-фашистської окупації відповідно до постанови Політбюро ЦК ВКП(б) і указу Президії ВР СРСР від 14.IV 1943 знову утворено НКДБ СРСР. У травні 1943 відновлено існування НКДБ УРСР. Наказом НКДБ СРСР наркомом державної безпеки УРСР призначено С. Р. Савченка. Це призначення було закріплено указом Президії ВР УРСР від 25.Х 1943. Структура і завдання НКДБ УРСР, як і раніше, мали відповідати загальносоюзним нормам і структурно-функціональній побудові НКДБ СРСР.
Секретною Постановою Ради народних комісарів СРСР від 19 квітня 1943 на базі Управління особливих відділів Народного комісаріату внутрішніх справ СРСР було створено Головне управління контррозвідки «Смерш» з передачею його у відання Народного комісаріату оборони СРСР. Тією ж Постановою були створені Управління контррозвідки «СМЕРШ» НКВМФ СРСР і відділ контррозвідки «СМЕРШ» НКВС СРСР.
21 квітня 1943 І. В. Сталін підписав Постанову ДКО № 3222 сс / ів про затвердження положення про ГУКР « Смерш» НКО СРСР.
У липні 1945 року, незважаючи на те, що НКДБ було цивільним відомством, спеціальні звання працівників НКДБ були замінені військовими званнями
НКДБ УРСР було ліквідовано одночасно з ліквідацією НКДБ СРСР після прийняття ВР СРСР 15. III 1946 Закону «Про перетворення Ради народних комісарів СРСР в Раду Міністрів СРСР і Рад народних комісарів союзних і автономних республік — в Ради міністрів союзних і автономних республік». Відповідно до цього закону 25.III 1946 Президія ВР УРСР видала указ «Про перетворення Ради народних комісарів Української РСР на Раду міністрів Української РСР і народних комісаріатів Української РСР на міністерства Української РСР». НКДБ було перетворено на Міністерство державної безпеки УРСР (МБД УРСР)

### Міністерство державної безпеки УРСР (1946—1953)
У повоєнні роки в СРСР, і в Україні як його складовій, створені під час війни надзвичайні органи влади та управління були ліквідовані. Державний Комітет Оборони та його органи на місцях діяли до 4 вересня 1945 р., а навесні 1946 р. було скасовано воєнний стан.
Формальні реорганізаційні зміни відбулися в структурі виконавчо-розпорядчої влади. У березні 1946 р. Раднарком СРСР було перетворено у Раду Міністрів, а наркомати — на міністерства. Такі ж перетворення, відповідно до Указу ВР УРСР (25 березня 1946 p.), відбулися і в Україні.
У повоєнні роки відбувалось зміцнення позицій радянського режиму, причому ухил знову був зроблений на підтримання в суспільстві суворої, на кшталт військової, дисципліни і порядку. Провідна роль у цьому процесі відводилася органам МДБ і МВС УРСР.
Одним з головних завдань органів МДБ УРСР, зокрема з січня 1947 р., визначалася протидія ОУН і УПА. Координувати цю роботу мало створене у структурі МДБ УРСР Управління 2-Н, яке безпосередньо очолювали заступники міністра МДБ УРСР (керівник: Дроздов, Сараєв, Шорубалка), в усіх обласних управліннях МДБ західних областей України створювалися відділи 2-Н (19 березня 1947 р.). Так, у м. Львові та області чисельний штат відділу 2-Н станом на 10 вересня 1949 р. становив 126 осіб. МДБ було підпорядковано внутрішні війська МВС та МДБ, Прикордонні війська, винищувальні батальйони, органи міліції.
В Україні МДБ було передано понад 1600 оперативників, майже 18000 агентів, 25000 бійців ВВ МВС, 35000 бійців винищувальних батальйонів.
22 квітня 1947 р. був виданий перший наказ «Про посилення боротьби з націоналістичним підпіллям та його озброєними бандами в Українській РСР», що стосувався відділів 2-Н.

#### Головні завдання відділів 2-Н
- агентурне проникнення в середовище підпілля ОУН і УПА, його керівних ланок;
- захоплення та знищення керівництва підпілля, їх «оперативна» розробка;
- виявлення та ліквідація каналів постачання та зв'язку підпілля;
- моральне розкладення підпілля діяльністю агентури та провокацій;
- оперативно бойові дії оперативних груп, спецгруп

Додатково, в структурі відділів були створені також спеціальні відділи, як:
- 1 — розшук і ліквідація членів Центрального і краєвих проводів ОУН;
- 2 — оперативна розробка середніх керівних ланок підпілля,
- 4 — керівництво спецбоївками,
- 5 — вербувальний.

Найвідоміші заходи працівників Львівського відділу 2-Н: ліквідація Романа Шухевича-«Вовка», Петра Федуна-«Шакала», Василя Галаси-«Крота», Дмитра Клачківського-«Щура», Романа Кравчука-«Бегемота», Василя Сидора-«Військовика», тощо.
У МВС головною була функція охорони громадського правопорядку. Вона покладалася на Головне управління міліції (ГУМ). З 1949 до 1953 рр. органи міліції входили до складу МДБ. Тоді, відповідно, була значно посилена функція міліції щодо підтримання внутрішньої безпеки держави.
Зазначені оргштатні зміни сприяли тому, що в цілому націоналістичне підпілля у західних областях УРСР було ліквідоване у перше повоєнне десятиріччя.
У післявоєнний період по СРСР і по УРСР прокотилася чергова хвиля викриттів «ворогів народу», яка фактично тривала до середини 1953 р. А позасудові органи — Особливі наради аж до 1 вересня 1953 р. вчиняли розправи серед особового складу і в МВС і МДБ УРСР.
Указом Президії Верховної Ради СРСР від 21.08.1952 військові звання співробітників МДБ були скасовані, а замість них введені спеціальні звання держбезпеки.
У день смерті Сталіна, 05.03.1953 на спільному засіданні ЦК КПРС, Ради Міністрів СРСР і Президії Верховної Ради СРСР прийнято рішення про об'єднання МДБ і МВС в єдине МВС СРСР під керівництвом Л. П. Берії: підрозділи 2-х відомств на рік опинились у єдиному міністерстві.

### Комітет державної безпеки при Раді Міністрів УРСР (1954—1978), Комітет державної безпеки Української РСР (1978—1991)
Повноваження та компетенція союзно-республіканської системи органів держбезпеки визначалися Положенням про Комітет державної безпеки при РМ СРСР та його органи на місцях, затвердженим ЦК КПРС та РМ СРСР. Відповідно до нього КДБ при РМ СРСР забезпечував держбезпеку СРСР, здійснював сукупність оперативних, адміністративних і процесуальних заходів запобігання, розкриття та припинення ворожої діяльності імперіалістичних держав, їхніх розвідок і агентури, а також антирадянських елементів у середині країни, спрямованої на підрив та послаблення радянської влади, державної незалежності, територіальної цілісності і недоторканності, військової або економічної міцності СРСР, виконував інші доручення ЦК КПРС та РМ СРСР.
З березня 1954 р. функції відділу 2-Н по боротьбі з націоналізмом було покладено на 4 Управління КДБ, що діяло до березня 1960 р. На його «рахунку» — ліквідація С. Бандери. В цей час головним завданням відділу стає оперативна гра проти української політичної еміграції та її розкол, виявлення і ліквідація противників режиму. З 1967 р. і до 1991 р. ці функції було покладено на 5 Управління КДБ.
У 1960—70-ті роки КДБ УРСР вів боротьбу з ідеологічними диверсіями країн Заходу, що проявилось, зокрема, у придушенні так званого дисидентського руху «шестидесятників», і подальшому засудженні В'ячеслава Чорновола, Василя Стуса, М.Гориня, Левка Лук'яненка та інших.
У березні 1960 р. 4-е і 6-е Управління були скасовані з передачею функцій у 2-е Управління.
У 1967 р. було створено 5-е Управління (по боротьбі з ідеологічною диверсією).
З 1970 р. 2-е Управління (контррозвідувальне) КДБ УРСР курирувало зведення Чорнобильської АЕС.
10 грудня 1982 створюється 6-е Управління КДБ СРСР і республіканських КДБ, що відало контррозвідувальним захистом промислового та науково-технічного комплексу, 6-й відділ столичного УКДБ. До 1986 року 6-е Управління КДБ УРСР обслуговувало 424 оборонних, 1974 важливих економічних і 130 науково-технічних об'єктів, які в рік відвідувало до 3,5 тис. іноземців. Безпосередньо енергетичним комплексом України займався 3-й відділ цього Управління.
У 1975 р. наказом КДБ СРСР № 0258 9-й відділ був перетворений в 9-ту службу
У 1978 р. Голова КДБ СРСР Ю. В. Андропов домігся підвищення статусу Комітету до рівня центрального органу влади і він отримав назву Комітет державної безпеки СРСР.
Наказом КДБ СРСР № 0045 від 22 червня 1980 була створена Інформаційно-аналітична служба КДБ УРСР
У 1981 р. було створено 4-е Управління (контррозвідувальне забезпечення об'єктів транспорту);
У 1982 р. було створено 6-е Управління (контррозвідувальне забезпечення економіки);
У вересні 1983 р. було створено 3-е Управління (контррозвідувальне забезпечення МВС)
У 1989 р. 5-е Управління перетворено в Управління «З» (захист конституційного ладу)
У 1991 р. було створено Управління «ОЗ» (по боротьбі з організованою злочинністю), йому були передані функції скасованого 3-го Управління
Головами КДБ УРСР (КДБ при РМ УРСР) були В. Ф. Нікітченко (1954—1970), В. В. Федорчук (1970—1982), С. Н. Муха (1982—1987), М. М. Голушко (1987—1991).
1991 р. у зв'язку з руйнуванням СРСР припинили існування і його структури, в тому числі система органів державної безпеки. 20 вересня 1991 року Верховна Рада України ухвалила постанову «Про створення Служби національної безпеки України» (СНБ України). Цією ж постановою ліквідовано Комітет державної безпеки УРСР. 03.11.1991 СНБУ очолив Є. К. Марчук, який у 1988—1990 рр. був начальником УКДБ УРСР по Полтавській області, а у 1990—1991 — 1-м заступником Голови КДБ УРСР.

### Розпад СРСР
В Україні після розпаду СРСР не ліквідували КДБ УРСР, а створили структуру-прокладку — Службу Національної Безпеки України. Вона була створена у вересні 1991 року Верховною Радою. Її першим очільником став останній голова КДБ УРСР генерал-полковник Микола Голушко, який пробув на цій посаді чотири місяці, здав справи та виїхав до Росії. Шлях України відрізнявся від інших країн, що входили до СРСР. Росія та Білорусь зберегли КДБ або під іншою назвою, або без жодних реформ. Естонія повністю ліквідувала КДБ Естонської РСР та сформувала нове ядро з оперативників кримінальної розвідки карного розшуку і нових кадрів з-поміж випускників престижних університетів, які пройшли півроку навчання на контррозвідувальних курсах на базі спецслужб Швеції та Великобританії.

## Структура органів КДБ УРСР

### Центральний апарат
- Секретаріат ДПУ-КДБ УРСР
- Інспекція при Голові МДБ-КДБ УРСР
- 2-ге Управління МДБ-КДБ УРСР (контррозвідка)
- 3-тє Управління КДБ УРСР (контрозвідувальне забезпечення МВС, військ комісаріатів з 1983 р.)
- 4-те Управління КДБ УРСР (транспортна контррозвідка)
- 5-те Управління МДБ-КДБ УРСР (1954—1959, «економічне»)
- Управління «З» КДБ УРСР (Захисту конституційного ладу, у 1967—1989 — «ідеологічне»)
- 6-те Управління КДБ УРСР (захисту об'єктів)
- 7-ме Управління МДБ-КДБ УРСР (оперативне)
- 9-та служба КДБ УРСР (охорони керівництва партії і республіки)
- Інформаційно-аналітична служба КДБ УРСР
- 4-й і 6-й відділи КДБ УРСР (науково-дослідний і аналітичний)
- 10-й відділ КДБ УРСР (обліково-архівний)
- Оперативно-технічний підрозділ
- Підрозділ матеріально-технічного забезпечення
- Особливий відділ КДБ УРСР Управління внутрішніх військ в Українській і Молдавської РСР
- Слідча частина МГБ і Слідчий відділ КДБ УРСР
- Слідчий ізолятор КДБ УРСР
- Відділ кадрів та Управління кадрів КДБ УРСР
- Військово-медичні підрозділи

### Органи КДБ СРСР на території УРСР
- Розвідвідділи КДБ СРСР Західного прикордонного округу
- Особливий відділ КДБ СРСР по Західному прикордонному округу
- Особливі відділи КДБ СРСР за родами військ військових округів
- Управління КДБ СРСР на залізницях
- Відділ КДБ СРСР у Дніпровському річковому басейні
- Вищі курси удосконалення керівного та оперативного складу КДБ СРСР у м. Києві

### Територіальні органи
УКДБ по областям (з 1978 р. — також по м. Києву)

## Історія та функції окремих підрозділів КДБ УРСР

### Секретаріат ДПУ-КДБ УРСР
Становлення секретаріату ДПУ УРСР можна простежити фрагментарно з 1930 р.
Детальна структура і функції секретаріату були встановлені наказом міністра державної безпеки УРСР від 26 серпня 1952 № 00271 «Про оголошення штату МДБ». Надалі структурна організація та функції підрозділу не зазнали кардинальних змін до 1991 р.

### Інспекція при голові МДБ-КДБ УРСР
Інспекційні підрозділи у складі органів держбезпеки УРСР були створені на початку 1920-х років. Під час післявоєнної перебудови роботи органів держбезпеки виникла потреба в удосконаленні керівництва територіальними органами, посилення контролю над їх діяльністю. З цією метою 3 січня 1947 у складі центрального управління МДБ СРСР і МГБ союзних республік почали діяти інспекції при керівниках цих відомств.
У процесі тимчасового злиття МВС і МДБ СРСР 1953 була створена Інспекція з перевірки виконання наказів МВС УРСР.
За наказом Голови КДБ при РМ СРСР від 17 квітня 1959 № 00109 Інспекція перетворена в апарат помічника Голови. Відповідно створювалися апарати помічників голів комітетів союзних республік.
Перегляд службових завдань інспекторського підрозділу завершився наказом голови КДБ при РМ СРСР від 30 жовтня 1967 № 00143 «Про введення в дію Положення про Інспекцію при Голові КДБ при РМ СРСР».
Надалі для удосконалення керівництва діяльністю органів і військ КДБ наказом Голови КДБ при РМ СРСР від 27 листопада 1970 № 0569 Інспекція при голові Комітету була перетворена в інспекторський управління КДБ при РМ СРСР і за аналогією в союзних республіках.

### 2-ге Управління МДБ-КДБ УРСР
Історичним попередником 2-го Управління МГБ-КДБ УРСР був Контррозвідувальний відділ (КРВ), створений 22 березня 1922 у складі ДПУ УРСР. У 1929—1935 рр. він входив в Особливий відділ, який вів контррозвідувальну роботу у Збройних силах і на об'єктах оборонного значення. У лютому 1941 р. у складі НКДБ СРСР і республіканських органів державної безпеки була створена нова контррозвідувальна структура — 2-ге Управління. З травня 1946 року р. воно називається 2-ге Головне управління МДБ СРСР, а в МДБ УРСР — 2-ге Управління.
Під час Другої світової війни 2-ге Управління здійснювало активні оперативні заходи проти розвідувально-підривної діяльності спецслужб нацистської Німеччини, її союзників та інших зарубіжних країн, проводило контррозвідувальну роботу в економіці, на особливо важливих об'єктах оборонного значення, розшукувало ворожу агентуру, зрадників, карателів і інших державних злочинців. У березні 1943 р. до складу 2-го Управління НКДБ СРСР були приєднані Секретно-оперативне та Економічний управління, відділ зовнішнього спостереження і інші підрозділи.
У повоєнний час 2-ге Управління залишилося провідним підрозділом контррозвідувального захисту. У липні 1959 на 2-ге Управління також була покладена контррозвідувальна робота на залізницях, морському та річковому транспорті, в цивільній авіації, засобах зв'язку.
У 1967 р. створено 5-те Управління КДБ СРСР і відповідні підрозділи на місцях. У зв'язку з цим 2-ге Управління КДБ УРСР передало 5-му Управлінню КДБ республіки функції з протидії закордонним антирадянським центрам та ідеологічним диверсіям, розслідування терористичних актів та інших антидержавних проявів.
2-е Управління з 1967 р. здійснювало роботу проти розвідувальних центрів держав-учасників НАТО та інших країн, пошук агентів-нелегалів іноземних розвідок, оперативне забезпечення поїздок радянських громадян за кордон, захист державних таємниць, контррозвідувальну роботу в промисловості і на транспорті.

### 3-тє Управління КДБ УРСР
На основі рішень керівництва СРСР у вересні 1983 р. на органи держбезпеки покладено завдання контррозвідувального забезпечення МВС, військових комісаріатів, комітетів ДТСААФ, штабів цивільної оборони та військово-будівельних частин.
Було утворено 3-е Управління КДБ УРСР і відповідні підрозділи в обласних управліннях КДБ. Головна увага в роботі 3-го Управління відводилося захисту названих структур від проникнення агентури противника, забезпечення надійного контролю за збереженням державної та військової таємниці, сприяння органам МВС у підтриманні належного порядку і боротьбі із злочинністю.
На початку 1991 р. створено Управління боротьби з організованою злочинністю (Управління «ОЗ») КДБ УРСР і відповідні підрозділи в обласних управліннях КДБ УРСР. До складу Управління «ОЗ» увійшло 3-тє Управління КДБ УРСР. Разом з тим Управлінню «ВП» були передані об'єкти контррозвідувального обслуговування, які раніше опікувалися 3-ім Управлінням. Управління «ОЗ» вело розробку кримінальних угруповань у різних сферах економіки, контролювало і надавало допомогу підрозділам «ОЗ» на місцях, організовувало заходи щодо захисту органів МВС від устремлінь спецслужб противника, викривало корумповані елементи в органах МВС.

### 4-те Управління КДБ УРСР
Наказом КДБ СРСР за № 00170 (1981 р.) було утворено 4-те Управління КДБ СРСР і відповідно управління КДБ республік, 4-ті відділи (відділення) в обласних управліннях замість підрозділів органів КДБ, які протягом 1960-х — 1970-х років здійснювали контррозвідувальні функції на транспорті.
На 4-те Управління КДБ УРСР були покладені такі завдання: організація контррозвідувального захисту на об'єктах Міністерства шляхів сполучення, координація та контроль діяльності підрозділів держбезпеки на залізничному транспорті ; контррозвідувальна робота на об'єктах водного та автомобільного транспорту, Міністерства рибного господарства, зв'язку; контррозвідувальне забезпечення об'єктів цивільної авіації.

### 5-те Управління МДБ-КДБ УРСР
5-е Управління, яке мало також назву оперативного, і відповідні його підрозділи (управління — відділи — відділення) на місцях було утворено в липні 1946.
Згідно з наказом від 2 листопада 1946 № 00497, на 5-те Управління МГБ УРСР покладалася попередня оперативна розробка осіб, підозрюваних у ворожій діяльності; оперативні заходи з припинення спроб проникнення агентури ворожих розвідок в секретні частини державних установ, організацій, промислових підприємств та наукових установ; пошук авторів і розповсюджувачів антирадянських анонімних документів.
З 1950 р. на 5-те Управління також покладено завдання боротьби з «антирадянським елементом» серед церковників і сектантів. З утворенням 12 березня 1954 Комітету державної безпеки 5-е Управління стало називатися економічним. Йому була доручена контррозвідувальна робота на оборонних, народногосподарських та інших особливо важливих державних об'єктах, розслідування надзвичайних подій, охорона державної таємниці, допуск до секретної та особливо секретної роботи.
Наказом КДБ СРСР № 00234 від 23 липня 1959 2-е і 5-е Управління КДБ УРСР об'єднали в одне контррозвідувальний підрозділ — 2-е Управління КДБ УРСР. Аналогічна реорганізація проведена і в обласних управліннях держбезпеки, де контррозвідувальна робота зосереджена у других відділах УКДБ.

### Управління «3» КДБ УРСР
У 1967 р. в КДБ при РМ УРСР створено самостійне 5-е Управління із завданням контррозвідувальної роботи по боротьбі з ідеологічними диверсіями противника.
У зв'язку із зміною політичних і оперативних обставин наказом Голови КДБ СРСР у вересні 1989 року 5-ті підрозділи були ліквідовані, а замість них утворені Управління (відділи) по захисту радянського конституційного ладу (далі Управління «З» КДБ УРСР).
Перед ними стояли завдання зриву акцій іноземних спецслужб, спрямованих на створення антидержавних угрупувань ; попередження діяльності осіб, що прагнуть насильницьким шляхом змінити державний устрій в країні; попередження та недопущення терористичних акцій, масових заворушень, протиправних групових дій та інших проявів екстремізму.

### 6-е управління КДБ УРСР
У період існування радянських органів держбезпеки роботу з контррозвідувального забезпечення економіки здійснювали спеціальні підрозділи в центрі і на місцях. У 1919 р. у складі ВНК створений Економічний відділ (ЕКВ). У 1921 р. його реорганізували в Економічне управління (ЕКУ), яке функціонувало у складі ДПУ (1922—1923 рр.) і ОДПУ (1923—1934 рр.).
У липні 1934 р., після реорганізації ОДПУ в НКВС, ЕКУ було знову перетворено в ЕКВ.
У листопада 1936 ЕКВ розформований, а його функції передані контррозвідувальному відділу (з грудня 1936 р. — 3-й відділ) ГУГБ НКВС СРСР. З червня 1938 контррозвідувальний захист на оборонних підприємствах стала завданням 7-го, у промисловості — 8-го відділів УДБ (1-го управління) НКВС СРСР; з вересня 1938 р. — 1-го (оборонної промисловості) і 2-го (важкої промисловості) відділів Головного економічного управління НКВС СРСР. Потім згадані функції виконували різні оперативні підрозділи, зокрема в 1951—1960 рр.. — 5-е (економічне) управління МДБ-МВС-КДБ СРСР, а з 1960 р. — відповідні підрозділи 2-го Управління КДБ СРСР і КДБ УРСР.
На 6-е Управління покладалися функції оперативного захисту об'єктів науки і промисловості від розвідувально-підривної діяльності іноземних спецслужб, захисту таємниць, викриття і попередження диверсійно-терористичної діяльності, попередження і розслідування надзвичайних подій, особливо на об'єктах з підвищеною вибухо-, пожежо-, радіаційної і токсичної небезпекою.

### 7-е Управління МДБ-КДБ УРСР
У 1940-ті роки Служба візуального спостереження та оперативної установки, до її відокремлення в самостійну штатну структуру, входила до складу оперативних підрозділів.
Наказом Міністра державної безпеки СРСР від 31 січня 1950 № 00104 був оголошений штат 7-го Управління МДБ УРСР. Основними завданнями підрозділу було зовнішнє спостереження, ідентифікація осіб, проведення арештів і обшуків.
До 1960 р. Управління неодноразово реорганізовувалося, але його основні функції не змінювалися.
Після 1960 7-е Управління займалося тільки зовнішнім спостереженням, група арештів і обшуків була ліквідована. У такому вигляді воно проіснувало до 1991 р.

### 9-та Служба КДБ УРСР
Підрозділи, на які покладалася охорона керівників Комуністичної партії і радянського уряду, були створені в перші роки існування органів держбезпеки СРСР. До 1938 р. ці функції виконував Оперативний відділ (до 1934 р. він перебував у складі ОДПУ СРСР, а потім увійшов до складу ГУГБ НКВС СРСР. З 1938 р. до 1943 р. охорона вищих посадових осіб держави покладалася на 1-й відділ ГУГБ НКВС-МГБ, в 1943—1946 рр. — на 6-те управління НКВС, у 1946—1953 рр. — на Головне управління охорони НКВС-НКДБ СРСР. у 1953 р. цей підрозділ стало називатися 9-м Управлінням МВС СРСР, а з 1954 р. — 9-м Управлінням КДБ СРСР.
В УРСР ці функції виконували відповідні підрозділи у складі республіканських органів держбезпеки, зокрема з 1954 р. — 9-й відділ КДБ УРСР.
У 1975 р. наказом КДБ СРСР № 0258 на базі 9-го відділу КДБ УРСР створено 9-ту службу, а в її складі — відділення охорони та два відділи — оперативний і комендантську.
9-та служба вирішувала завдання охорони безпеки членів Політбюро ЦК КПРС і Політбюро ЦК КПУ, державних і політичних діячів зарубіжних країн, які перебували в Києві і республіці, а також офіційних заходів, які відбувалися в Україні за участю осіб, які охоронялися 9-ю службою.

### Інформаційно-аналітична служба КДБ УРСР
У 1966 р. для організації інформаційно-аналітичної роботи, обліку, накопичення та обробки оперативної інформації створено 4-й відділ КДБ при РМ УРСР.
Згідно з наказом КДБ СРСР від 3 грудня 1969 № 0395 в органах КДБ СРСР створена інформаційна система, до якої увійшов 4-й відділ КДБ при РМ УРСР.
У травні 1977 4-й відділ КДБ УРСР ліквідовано і на його базі утворено 10-й відділ, який увійшов до складу 2-го (контррозвідувального) Управління КДБ УРСР. Цей відділ виконував функції попереднього, але обмежені завданнями 2-го Управління.
У зв'язку з необхідністю створення єдиної системи інформаційного забезпечення контррозвідувальної діяльності наказом КДБ СРСР від 22 червня 1980 № 0045 в КДБ УРСР створена Інформаційно-аналітична служба на правах окремого підрозділу.

### 4-й і 6-й Відділи КДБ УРСР
У 1960 р. КДБ при РМ УРСР створено групу з вивчення та узагальнення досвіду органів держбезпеки республіки. Такі ж групи були створені в 1-му (розвідувальному) і 2-му (контррозвідувальному) управліннях КДБ України.
6-й відділ створений 18 грудня 1967 наказом КДБ при РМ УРСР № 00154 як науково-дослідний підрозділ для розробки і впровадження в оперативну практику наукових основ ведення боротьби з підривною діяльністю противника.
У травні 1971 відділ був ліквідований, а його функції частково покладені на Інспекцію при Голові КДБ УРСР і 4-й відділ КДБ, який виконував інформаційно-аналітичну роботу щодо забезпечення оперативної діяльності органів держбезпеки.

### 10-й Відділ КДБ УРСР
Зі створенням ВУЧК розпочато оперативний облік осіб, які були засуджені або підозрювалися у «контрреволюційній діяльності». Обліку, насамперед, підлягали колишні дворяни, фабриканти, купці, офіцери царської армії та інші «соціально небезпечні» групи населення.
З 1921 р. у складі СОУ ВУЧК існувало реєстраційно-статистичне відділення. З 1922 року, після створення ДПУ, оперативний облік зосереджений у відділі центральної реєстратури.
З 1929 р. урахуванням займався Обліково-статистичний відділ, який у 1938 р. реорганізовано в 1 спецвідділ, а потім у відділ «А». До його складу входив агентурно-слідчий архів, оперативно-довідкове та слідче відділення.
У 1953 р. створено 1 спецвідділ, а в 1954 р. — Обліково-архівний відділ КДБ, основними завданнями якого були: облік оперативних і слідчих справ, ведення оперативно-довідкової картотеки, зберігання архівних документальних матеріалів. Потім цей відділ отримав назву 10-го відділу КДБ УРС.

### Розвідвідділи КДБ СРСР Західного прикордонного округу
Постановою Ради Міністрів СРСР від 28 березня 1957 № 328—159 охорона державних кордонів СРСР покладена на органи КДБ при РМ СРСР. На підставі цієї постанови видано наказ Міністра внутрішніх справ СРСР і Голови КДБ при РМ СРСР від 2 квітня 1957 про передачу Прикордонних військ з МВС СРСР до КДБ при РМ СРСР. Для координації та керівництва агентурно-оперативною роботою на кордонах країни створені розвідувальні відділи у складі окружних управлінь Прикордонних військ. У результаті проведення незначних реорганізацій, розвідувальний відділ Управління Прикордонних військ Західного округу КДБ СРСР (РВ УПВ ЗО КДБ СРСР) проіснував до 1991 р.

### Особливий відділ КДБ СРСР по Західному прикордонному округу
На підрозділ покладалося завдання контррозвідувального захисту військ округу, об'єктів 16-го Управління КДБ і спеціальних урядових об'єктів у Криму.

### Особливий відділ КДБ УРСР Управління внутрішніх військ в Українській і Молдавській РСР
У 1983 р. у складі КДБ СРСР були створені Управління «В» для контррозвідувального забезпечення МВС СРСР і Управління особливих відділів для контррозвідувального забезпечення внутрішніх військ МВС СРСР.
Для контррозвідувального забезпечення внутрішніх військ в Українській і Молдавської РСР створено Особливий відділ КДБ СРСР з Управління внутрішніми військами з підлеглими йому відділами у військових частинах. Формування цих органів почалося з січня 1984
У 1991 р. у зв'язку з розпадом СРСР Особливий відділ і підлеглі йому органи припинили діяльність.

### Особливі відділи КДБ СРСР за родами військ військових округів
Особливий відділ Київського військового округу як підрозділ контррозвідувального захисту військ створений в 1935 р. Постановою РНК СРСР від 19 квітня 1943 Управління особливих відділів НКВС СРСР реорганізовано в Головне управління контррозвідки «Смерш» НКВС СРСР.
Згідно з постановою ЦК КПРС і Ради Міністрів СРСР «Про внесення змін до структури КДБ і його органів на місцях і скорочення їх чисельності» від 5 лютого 1960 3-е Головне управління, у структурі якого перебував Особливий відділ КДБ при РМ СРСР по Київському військовому округу, реорганізовано в 3-е Управління КДБ при РМ СРСР.

### Управління КДБ СРСР на залізницях
Для організації контррозвідувальної роботи, здійснення оперативно-розшукової роботи, боротьби з саботажем і диверсіями на транспорті згідно з постановою уряду РРФСР від 7 серпня 1918 р. було створено Залізничний відділ при ВНК і відповідні йому відділи — відділення на місцях — при управліннях залізниць, на великих залізничних вузлах.
У травні 1919 р. Залізничний відділ ВНК перетворений в Транспортну надзвичайну комісію, яка керувала підлеглими їй транспортними надзвичайними комісіями по всій території РРФСР.
У лютому 1922 р., після скасування ВНК, Транспортна надзвичайна комісія перетворена в Транспортний відділ Державного політичного управління при НКВС РРФСР, який функціонував до 1923 р. У наступні роки Транспортний відділ входив до Об'єднане державне політичне управління при Раднаркомі СРСР (1923—1934 рр.), Головне управління державної безпеки (ГУГБ) НКВС СРСР (1934—1941 рр.).
У 1941 р. на базі Транспортного відділу ГУГБ НКВС СРСР створено Головне транспортне управління НКДБ СРСР, а в 1943 р. замість нього — 3-е Управління (транспортне) НКДБ СРСР. На його базі в 1946 р. утворено Головне управління охорони на транспорті МДБ СРСР, а в 1953 р. — 6-е Управління (транспортне) МВС-КДБ СРСР, яке функціонувало до 1960 р.
Органи державної безпеки на транспорті, в тому числі Управління КДБ при РМ СРСР на Південно-Західній залізниці, дислокованого в м. Києві, до 1960 р. були підпорядковані безпосередньо союзному центру.
У сферу оперативної діяльності Управління КДБ на Південно-Західній залізниці входили всі залізничні об'єкти, розташовані на території Київської, Чернігівської, Черкаської, Житомирської, Вінницької, Хмельницької та частково сусідніх областей. Інші залізниці України входили до сфери оперативного обслуговування управлінь КДБ СРСР на Донецькій, Львівській, Одеській, Південній та Придніпровській залізницях.
У 1960 р. транспортні органи державної безпеки, у тому числі і Управління КДБ на Південно-Західній залізниці, були ліквідовані, а їх функції покладені на 7-й відділ 2-го Управління КДБ при РМ УРСР, який разом з відповідними підрозділами обласних управлінь КДБ УРСР проводив роботу з контррозвідувального забезпечення транспорту на території України.

### Відділ КДБ СРСР у Дніпровському річковому басейні
Після звільнення Червоною Армією території України і Білорусі від німецько-фашистських окупантів в 1944 р. для зміцнення безпеки внутрішніх водних шляхів сполучення, які проходили по Дніпру та Західній Двіні, був створений Водний відділ Транспортного управління НКДБ СРСР у Дніпровсько-Двинському річковому басейні. Центр відділу розташовувався в м. Гомелі, а пізніше був передислокований в м. Київ.
У контррозвідувальну обслуговування Водного відділу спочатку входило Управління Дніпровсько-Двінського військово-відновного басейну, в тому числі військово-відновлювальні загони, суднобудівні верфі й заводи та інші об'єкти Дніпровсько-Двінського водного шляху, на яких діяли оперативні пункти Водного відділу.
У 1946 р. у зв'язку з реорганізацією органів державної безпеки замість Водного відділу Дніпровсько-Двінського річкового басейну створено відділ охорони МДБ СРСР Дніпровського та Верхньодніпровського річкового басейну, який діяв до 1953 р. Після об'єднання органів державної безпеки і внутрішніх справ в одне відомство в 1953—1954 рр. цей підрозділ називалося Водний відділ МВС СРСР Дніпровського та Верхньодніпровського річкового басейну.
У березні 1954 р. у зв'язку з утворенням КДБ СРСР Водний відділ реорганізовано у відділ КДБ при РМ СРСР у Дніпровському річковому басейні.
У 1960 р. транспортні органи держбезпеки, які до цього часу підпорядковувалися безпосередньо центральному апарату КДБ СРСР, були ліквідовані, в тому числі і відділ КДБ СРСР у Дніпровському річковому басейні, а його завдання і функції покладені на новостворений 7-й відділ (Транспортний) 2-го Управління КДБ УРСР, який здійснював контррозвідувальне забезпечення всіх видів транспорту і зв'язку в УРСР.

### Слідча частина МГБ і Слідчий відділ КДБ УРСР
З 1921 р. у структурі ВУЧК-ДПУ-НКВС-НКГБ-МГБ УРСР як самостійний відділ функціонувала Слідча частина для проведення дізнання і попереднього слідства з особливо важливих справ.
У 1954 р. створено Слідчий відділ КДБ при РМ УРСР.

### Слідчий ізолятор КДБ УРСР
Слідчий ізолятор як окремий підрозділ КДБ УРСР створено в 1959 р. замість ліквідованого Тюремного відділу і Внутрішньої в'язниці КДБ УРСР. Функціонував до створення Служби безпеки України.

### Відділ кадрів та Управління кадрів КДБ УРСР
У 1920 р. у складі ВУЧК створено Адміністративно-організаційне управління (АОУ), одним з головних завдань якого було кадрове забезпечення оперативно-службової діяльності органів держбезпеки.
У 1931 р. створено відділ кадрів ОДПУ і відповідні підрозділи на місцях, які розробляли організаційно-штатну структуру органів держбезпеки та здійснювали їх кадрове забезпечення.
Для удосконалення системи кадрового забезпечення провідних оперативних підрозділів у 1984 р. відділ кадрів КДБ УРСР перейменовано в Управління кадрів.

### Вищі курси удосконалення керівного та оперативного складу КДБ СРСР у м. Києві
25 березня 1944 наказом НКВС СРСР створена Всеукраїнська школа НКВС СРСР у м. Києві, яка готувала кадри оперативних працівників для органів внутрішніх справ і державної безпеки України та інших союзних республік.
На початковому етапі в школі було 2 відділення: підготовки оперативного складу з терміном навчання 1 рік і вдосконалення кадрів з терміном навчання 5 місяців.
У 1946 р. школа реорганізована в Київську офіцерську школу МВС СРСР. Термін навчання в ній для курсантів збільшений до 2-х років.
У програму навчання введена правова підготовка в обсязі середнього юридичної освіти.
У грудня 1949 р. школа передана в систему МДБ СРСР, а в липні 1950 реорганізована в Школу перепідготовки керівного та оперативного складу МДБ СРСР з однорічним і п'ятимісячним термінами навчання. На базі школи організовано курси іноземних мов, заочного підвищення кваліфікації, проводилися навчальні збори для офіцерів запасу.
У 1969 р. Школа реорганізована у Курси удосконалення керівного та оперативного складу КДБ при РМ СРСР. Навчання на курсах проводилося за дев'ятьма напрямками контррозвідувальної діяльності.
У грудні 1975 навчальний заклад реорганізовано у Вищі курси підготовки та удосконалення керівного та оперативного складу КДБ при РМ СРСР (найбільш вживане назва, яка збереглася до 1991 р., — Вищі курси КДБ СРСР).

### Управління боротьби з бандитизмом МВС, управління 2-н і 4-е управління МДБ-КДБ УРСР
Управління боротьби з бандитизмом (ББ) НКВС УРСР створено 17 березня 1942 за наказом НКВС СРСР № 0022. До 1944 р. підрозділ було відділом, а з 1944 р. отримало статус Управління.
У березні 1950 р. Управління ББ МВС УРСР було ліквідовано.
Кримінальні справи та матеріали, які були до цього часу в його віданні, передані у відділ пошуку злочинців МВС УРСР.
У 1947 р. ЦК ВКП (б) і уряд СРСР прийняли рішення покласти завдання боротьби з нелегальною діяльністю ОУН і УПА на органи держбезпеки. Управління 2-Н МДБ УРСР було створено 21 січня 1947 наказом МДБ СРСР і МВС СРСР № 0074/0029. На нього покладалося завдання оперативної протидії підпіллю ОУН у Західній Україні. В обласних управліннях МДБ створювалися відділи 2-Н. Управління 2-Н функціонувало до 1954 року.
4-те Управління МДБ СРСР створено наказом МГБ СРСР від 12 червня 1946 № 00244. Одночасно сформовано і 4-те управління — відділи — відділення в МДБ-УМДБ союзних республік (у тому числі в УРСР), країв і областей. Головним завданням підрозділу було пошук державних злочинців, а з початку 50-х років — боротьба з антирадянським підпіллям ОУН.
Згідно з наказом МГБ СРСР від 2 листопада 1946 № 00497 на 4-те Управління та відповідні підрозділи в республіканських і місцевих органах державної безпеки покладено функції пошуку співробітників і агентури іноземних розвідок і контррозвідувальних органів, осіб, які співпрацювали з німецько-фашистськими спецслужбами в роки другої світової війни, учасників каральних акцій і масового знищення мирного населення, поліцейських, працівників німецької окупаційної адміністрації, зрадників Батьківщини.
7 березня 1953 постановою уряду МДБ СРСР і МВС СРСР об'єднано в Міністерство внутрішніх справ СРСР. У результаті подальших реорганізацій 4-те Управління перетворено з пошукового в секретно-політичне.
У тому 1954 р. постановою Президії Верховної Ради СРСР утворений Комітет державної безпеки при Раді Міністрів СРСР, до складу якого увійшло і 4-те Управління.
Згідно з функціональними обов'язками на 4-те Управління КДБ УРСР і 4-ті відділи обласних управлінь КДБ покладалися: боротьба з ОУН та її збройними формуваннями на території України і з зарубіжними центрами ОУН, розробка колишніх учасників опозиційних партій і організацій, ведення радіоігор із зарубіжними центрами ОУН.
Наказом КДБ СРСР від 13 липня 1959 № 00236 затверджено нові функціональні завдання КДБ УРСР, згідно з якими 4-е Управління вирішувало питання організації та проведення оперативної роботи щодо виявлення та припинення діяльності українських націоналістів, «антирадянських елементів» серед творчої інтелігенції, молоді, запобігання спроб проникнення агентури іноземних розвідок в особливо важливі науково-дослідні установи Академії наук УРСР.
У зв'язку з курсом керівництва СРСР на скорочення силових і правоохоронних структур для зосередження зусиль у боротьбі з розвідками іноземних країн, а також з метою кращого використання оперативних засобів і можливостей у роботі контррозвідувального наказом КДБ СРСР від 9 березня 1960 № 0084 4-те Управління було розформовано, а його підрозділи об'єднані в одну структуру — 2-ге (контррозвідувальне) Управління КДБ УРСР.

### Військово-медичні підрозділи
Військово-медичний підрозділ в системі органів держбезпеки України почало свою діяльність 8 листопада 1918 р. у зв'язку із створенням Радою оборони РРФСР при Всеросійської надзвичайної комісії Особливою відомчої комісії з поліпшення санітарного стану республіки.
3 січня 1920 Особлива медична комісія при ВНК перейшла в підпорядкування Реввійськради РРФСР.
Протягом 1920-х — 1930-х рр. військова медслужба ДПУ-НКВС УРСР зазнала організаційні зміни.
Після Другої світової війни Санітарний відділ визнаний структурним підрозділом Господарського управління МДБ УРСР.
Наказом Міністра державної безпеки СРСР від 2 листопада 1946 № 00497 оголошений штат Санітарного відділу у складі лікувально-профілактичного та планово-фінансового відділень.
Наказом Голови КДБ при РМ СРСР від 28 квітня 1954 № 00179. Санітарний відділ перетворений в Медичний відділ з оголошенням штату в складі лікувально-профілактичного та планово-фінансового відділень і центральної військово-медичної комісії.
У листопаді 1954 р. у Києві введена в експлуатацію клінічна лікарня КДБ УРСР.
У 1972 р. вона реорганізована в госпіталь КДБ при РМ УРСР. Медслужбі центру і областей було присвоєно статус самостійного структурного підрозділу.

## Керівники органів державної безпеки Української РСР

### Керівники ВУНК-ДПУ-НКВС (1918—1941)
| Ім'я                           | Час повноважень               | Роки життя                                         | Примітка |
| Шварц Ісаак Ізраїлевич         | грудень 1918 — квітень 1919   | 06(18).01.1879, Миколаїв — 26.10.1951, Москва      | 1-й Голова ВУНК |
| Лацис Мартин Іванович          | 02.04.1919 — 16.08.1919       | 16.12.1888, Ліфляндська губ. — 20.03.1938, Москва  | Судрабс Ян Фридрихович; Голова ВУНК. Розстріляний у Москві. |
| Манцев Василь Миколайович      | 12.1919 — 08.1923             | 1889, Москва — 19.08.1938, Москва                  | - начальник Управління надзвичайних комісій і особливих відділів України при Всеукраїнському ревкомі з грудня 1919 по 17 березня 1920; - начальник Цупчрезкому при РНК УСРР з 25 березня по 2 квітня 1921; - голова ВУЧК з 2 квітня 1921 по 22 березня 1922; - народний комісар внутрішніх справ і голова ГПУ з 22 березня 1922 по серпень 1923. Розстріляний у Москві. |
| Балицький Всеволод Аполонович  | 01.09.1923 — 31.06.1931;      | 27.11.1892, Верхньодніпровськ — 27.11.1937, Москва | - голова ГПУ УСРР та повноважний представник ОГПУ по УСРР з 1 вересня 1923 по 31 червня 1931 та з лютого 1933 по липень 1934; - народний комісар внутрішніх справ УСРР з березня 1924 по листопад 1930 та з 15 липня 1934 по 11 травня 1937. |
| Реденс Станіслав Францевич     | 25.07.1931 — 20.02.1933       | 17.05.1892, Мазовецьк — 12.02.1940, Москва         | голова ГПУ УСРР та повноважний представник ОГПУ СРСР по УСРР з 25 липня 1931 по 20 лютого 1933 Комісар державної безпеки 1-го рангу (1935) Розстріляний у Москві |
| Балицький Всеволод Аполонович  | 02.1933 — 11.05.1937 (вдруге) | 27.11.1892, Верхньодніпровськ — 27.11.1937, Москва | - голова ГПУ УСРР та повноважний представник ОГПУ по УСРР з 1 вересня 1923 по 31 червня 1931 та з лютого 1933 по липень 1934; - народний комісар внутрішніх справ УСРР з березня 1924 по листопад 1930 та з 15 липня 1934 по 11 травня 1937. Комісар державної безпеки 1-го рангу (1935) Розстріляний у Москві.                                                         |
| Іванов Василь Тимофійович      | 20.05 — 14.06.1937 (т.в.о.)   | 1894, Смоленська губ. — 16.07.1938, Москва         | т.в.о. народного комісара внутрішніх справ; Комісар державної безпеки 3-го рангу (1937). Розстріляний у Москві. |
| Леплевський Ізраїль Мойсейович | 14.06.1937 — 25.01.1938       | 1896, Брест-Литовськ — 28.07.1938, Москва          | народний комісар внутрішніх справ УРСР, Комісар державної безпеки 2-го рангу (1935) Розстріляний у Москві. |
| Успенський Олександр Іванович  | 25.01 — 14.11.1938            | 27.02.1902, Тульська губ. — 27.01.1940, Москва     | народний комісар внутрішніх справ УРСР Комісар державної безпеки 3-го рангу (1938) Розстріляний у Москві. |
| Кобулов Амаяк Захарович        | 07.12.1938 — 02.09.1939       | 1906, Тіфліс — 26.02.1955, Москва                  | т.в.о. народного комісара внутрішніх справ Генерал-лейтенант (1945). У червні 1953 заарештований у зв'язку зі справою Л. П. Берії. Розстріляний у Москві. |
| Сєров Іван Олександрович       | 02.09.1939 — 25.02.1941       | 25.08.1905, Вологодська губ. — 01.07.1990, Москва  | народний комісар внутрішніх справ УРСР. У березні 1954 — грудні 1958 — голова КДБ при РМ СРСР. У 1958—1963 — начальник Головного розвідувального управління (ГРУ) Генштабу Збройних Сил СРСР. |

### Керівники НКДБ-НКВС-МДБ (1941—1953)
| Ім'я                         | Час повноважень         | Роки життя                                      | Примітка |
| Мешик Павло Якович           | 26.02 — 31.07.1941      | 1910, Конотоп — 23.12.1953, Москва              | народний комісар державної безпеки УРСР; У 1941—1945 рр. — начальник ЕКУ НКВС СРСР та заступник ГУКР «Смерш» НКО СРСР. У 1945—1953 — заступник начальника 1-го Головного управління при РНК-РМ СРСР, забезпечував державну таємницю, пов'язану з виробництвом атомної зброї. З 16 березні 1953 по 30 червня 1953 — міністр внутрішніх справ УРСР. заарештований за справою Берії Л. П., розстріляний у Москві |
| Сергієнко Василь Тимофійович | 21.02.1941 — 29.07.1943 | 13(26).04.1903, Вовчанськ, — січень 1982, Київ  | народний комісар внутрішніх справ; в органах — 1927—1954, у 1955 позбавлений звання генерал-лейтенанта |
| Савченко Сергій Романович    | 07.05.1943 — 24.08.1949 | 18.06.1904, Скадовськ — 1966, Москва            | народний комісар (міністр) державної безпеки; 1955 звільнений за службовою невідповідністю. Генерал-лейтенант (1945). |
| Ковальчук Микола Кузьмич     | 24.08.1949 — 06.09.1952 | 13(27).06.1902, Холмська губ. — 1972, Київ      | міністр державної безпеки УРСР; 1953 року звільнений з органів, 1954 — позбавлений військового звання генерал-лейтенанта. |
| Івашутін Петро Іванович      | 06.09.1952 — 19.03.1953 | 05.09.1909, Брест-Литовськ — 04.06.2002, Москва | міністр державної безпеки УРСР, у 1963—1986 — Начальник ГРУ ГШ ЗС СРСР генерал армії(1971) Герой Радянського Союзу (1985) |

### Керівники КДБ при РМ УРСР/ КДБ УРСР (1954—1991)
У березні 1953 — березні 1954 рр. структурні підрозділи органів держбезпеки були «влиті» в систему МВС.
| Ім'я                         | Час повноважень                         | Роки життя                                          | Примітка |
| Строкач Тимофій Амвросійович | 1953-1954 — як міністр внутрішніх справ | 04.03.1903, Приморський край — 15.08.1963, Київ     | народний комісар (міністр) внутрішніх справ УРСР з 16.01.1946 по 19.03.1953 та з 03.07.1953 по 31.05.1956; Генерал-лейтенант (1944 р.) |
| Нікітченко Віталій Федотович | 06.04.1954 — 16.07.1970                 | 17.04.1908, Севастополь — 03.09.1992, Київ          | голова КДБ при РМ УРСР; генерал-полковник (1967 р.). |
| Федорчук Віталій Васильович  | 16.07. 1970 — 27.05.1982                | 27.12.1918, (Житомирська обл.) — 29.02.2008, Москва | голова КДБ при РМ УРСР; голова КДБ УРСР з 20 липня 1978 982 призначений головою КДБ СРСР, від грудня 1982 до січня 1986 — міністр внутрішніх справ СРСР, генерал армії (1982) |
| Муха Степан Несторович       | 03.06.1982 — 21.05.1987                 | 27.12.1930, Підгородне — 1993, Київ                 | у 1956—1973 — комсомольській і партійний функціонер, генерал-лейтенант (1980) |
| Голушко Микола Михайлович    | 21.05.1987 — 20.09.1991                 | 21.06.1937, Кокчетавська обл.                       | В органах держбезпеки — з 1963 р., 20.09 — 06.11.1991 — в.о. Голови СНБ України, Наприкінці 1991 р. — заступник міністра безпеки Російської Федерації. Одночасно очолив Службу зовнішньої розвідки РФ. З вересня по грудень 1993 р. — міністр безпеки РФ. У грудні 1993 — лютому 1994 рр. обіймав посаду директора Федеральної служби контррозвідки РФ |

### Керівники розвідорганів Радянської України
- 1926—1930  — Карелін Володимир Петрович, начальник Іноземного відділення УДБ ДПУ УРСР.
- 1930—1931  — Сапір Абрам Володимирович, начальник Іноземного відділення ДПУ УСРР.
- 1931—1932  — Леопольд Даниїл Самуїлович, начальник Іноземного відділення ДПУ УСРР.
- 1932—1933  — Самойлов Самуїл Ісаакович, начальник Іноземного відділення ДПУ УСРР.
- 1934—1935  — Карелін Володимир Петрович, начальник Іноземного відділення УДБ НКВС УРСР.
- 1935—1936  — Сапір Абрам Володимирович, начальник Іноземного відділення УДБ НКВС УРСР.
- 1936—1937  — Самойлов Самуїл Ісаакович, начальник Третього управління НКВС УРСР
- 1937—1937  — Соколинський Давид Мойсейович, начальник Третього управління НКВС УРСР
- 1937—1937  — Чердак Мойсей Григорович, начальник Третього управління НКВС УРСР
- 1937—1937  — Стирне Володимир Андрійович, начальник Третього управління НКВС УРСР
- 1938—1938  — Лістенгурт Михайло Олександрович, начальник Третього управління НКВС УРСР
- 1938—1938  — Тимошенко Михайло Лукич, начальник П'ятого управління НКВС УРСР
- 1938—1939  — Громовенко Євген Федорович, начальник П'ятого управління НКВС УРСР
- 1939—1940  — Шевченко Микола Григорович, начальник П'ятого управління НКВС УРСР
- 1940—1941  — Савченко Сергій Романович, начальник Першого управління НКВС УРСР
- 1941—1942  — Леонов Валентин Іванович, начальник Першого управління НКВС УРСР[3]
- 1942—1945  — Цвєтухін Федір Андрійович, начальник Першого управління НКВС УРСР, НКДБ УРСР[4]
- 1945—1949  — Погрібний Микола Павлович, начальник Першого управління НКДБ УРСР, МДБ УРСР[5]
- 1950—1953  — Бурлаченко Григорій Федорович, Начальник підрозділу зовнішньої розвідки — 1-го відділу МДБ УРСР[6]
- 1954—1959  — Ткаченко Андрій Купріянович, начальник 1-го (розвідувального) відділу КДБ при Раді Міністрів УРСР[7]
- 1959—1966  — Савчук Прокіп Демидович, начальник 1-го (розвідувального) управління КДБ УРСР[8]
- 1967—1971  — М'якушко Василь Омелянович, начальник 1-го (розвідувального) управління КДБ УРСР[9]
- 1971—1984  — Тимофеєв Павло Васильович, начальник 1-го (розвідувального) управління КДБ УРСР[10]
- 1984—1989  — Макаров Леонід Олексійович, начальник 1-го (розвідувального) управління КДБ УРСР[11]
- 1989—1991  — Повжик Володимир Порфирійович, начальник 1-го (розвідувального) управління КДБ УРСР